# Zigfrīds Anna Meierovics
Zigfrīds Anna Meierovics (6. februar 1887 i Durbe i Guvernement Kurland – 22. august 1925 nær Tukums i Letland) var en lettisk politiker og diplomat, der tjente som Letlands første udenrigsminister fra uafhængigheden i 1918 til 1924, og atter fra december samme år til sin død. Han tjente også to embedsperioder som Letlands premierminister fra juni 1921 til januar 1923 og igen fra juni 1923 til januar 1924. Meierovics var en af grundlæggerne af Latviešu Zemnieku savienība (Lettiske Bonde-Union) – ét af Letlands ældste politiske partier.

## Opvækst
Meierovics var søn af en jødisk læge og dennes lettiske hustru Anna, som døde i barselssengen. Hans far blev psykisk syg, så derfor voksede den unge Meierovics op med sin onkels familie i Sabile. Han studerede ved Rigas Polytekniske Institut.

## Karriere
Siden 1911 tilhørte Meierovics forskellige lettiske organisationer, især Rigas Lettiske Selskab. Under 1. verdenskrig arbejdede han for Letlands Flygtningekomité samt organiseringskomitéen for Lettiske Skytter. Efter Februarrevolutionen flyttede han til Riga for at arbejde som professionel politiker. Den 11. november 1918, mens han arbejdede for Letlands Nationalråd, modtog han skriftlig bekræftelse på, at Storbritannien anerkendte en de facto statsdannelse af Letland. Meierovics blev den første udenrigsminister i Letland den 19. november 1918, én dag efter, at Republikken Letland blev udråbt. Han var medlem af Letlands Folkeråd, den grundlovsgivende forsamling samt 1. Saeima.

## Æresbevisninger
Den 17. marts 1922 tildeltes Meierovics Storkorset af Polonia Restitutaordenen. Den 30. maj 1922 modtog han Kommandør af Storkorset af Sylvesterordenen (Den Hellige Stol). Meierovics var også Kommandør af Storkorset af Trestjerneordenen, Hvidroseordenen og Croix de Guerre. Andre æresbevisninger omfatter Lāčplēsisordenen.

## Privatliv
Den 28. september 1910 giftede Meierovics og Anna Fielhold sig, med hvem han havde tre børn, to drenge og en pige (Helmuts, Ruta og Gunars). Den 18. februar 1924 blev de officielt skilt, og den 7. juni samme år giftede han sig Kristīne Bakmane..

## Dødsfald
Zigfrīds Anna Meierovics døde i en bilulykke den 22. august 1925 i en alder af 38. Bilen med ministeren, hans chauffør, hans tidligere kone og hans børn fra første ægteskab, forlod Tukums, hvor hans første kones palæ lå, på vej mod havet. Cirka 18 kilometer fra Tukums kørte bilen ved et uheld af vejen og væltede. Mens andre passagerer kun led mindre skrammer, var ministeren tilsyneladende knust af køretøjet, hvilket resulterede i en brækket nakke og afhugget rygmarv. Chaufføren måtte løbe cirka 2 kilometer til den nærmeste bebyggelse, men inden lægen ankom, døde ministeren på stedet.